# Sin-iddinam

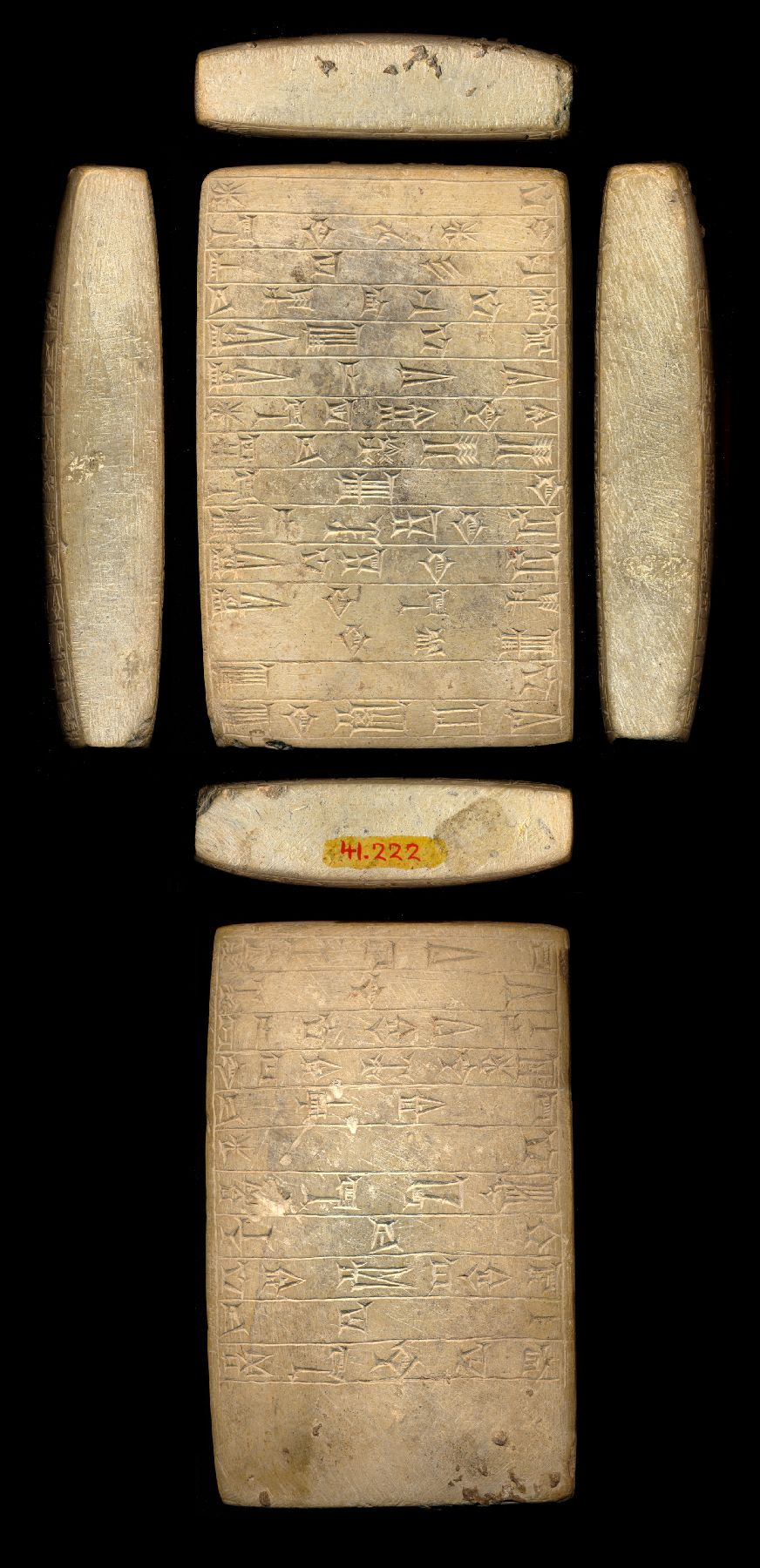
Kamienna tabliczka fundacyjna z inskrypcją Sin-iddinama; Walters Art Museum, Baltimore (USA)

Sin-iddinam – król Larsy panujący w latach 1849–1843 p.n.e. W czasie swego panowania poszerzył obszar królestwa aż w pobliże Aszur. Podobnie jak w czasie panowania jego poprzednika Nur-Adada Tygrys zmienił swe koryto.
Jego następcą został Sin-eribam.